# Динь-ле-Бен
Динь-ле-Бен (фр. Digne-les-Bains, окс. Dinha) — один из старейших во Франции бальнеологических курортов. Расположен в Провансе, управляется как префектура департамента Альпы Верхнего Прованса. Население — 17,6 тыс. жителей (одна из самых малонаселённых префектур Франции).
Динь расположен на левом берегу реки Блеон, на популярной среди туристов дороге Наполеона. Долина у подножия Диньских Предальп (названы по имени города) славится своими сушёными фруктами и лавандой.

## История
Люди населяли место, где сейчас расположен Динь, ещё в доисторические времена. Название Dinia дано в I веке н. э. римлянами, которые первыми устроили здесь термы (бани, отсылка к котором содержится в полном названии города). В VI веке поселение было укреплено на случай варварских нашествий; тогда в городе уже имелась епископская кафедра.
В Средние века Динь сохранял значение одного из религиозных центров Прованса. Город находился в совместном ведении местных епископов и графов Прованских. Сильно пострадал во время религиозных войн XVI века (особенно во время осады и артиллерийского обстрела маршалом Ледигьером в 1591 г.). В 1629 г. город посетила чёрная смерть.
После Великой Французской революции Динь стал префектурой департамента, который тогда назывался «Нижние Альпы». Будни города в первой половине XIX века описаны Виктором Гюго в первой части романа «Отверженные».
До 1988 официально назывался просто «Динь», затем были добавлены слова «-ле-Бен», что указывает на наличие в городе термальных источников. В окрестностях Диня обустроила своё тибетское жилище знаменитая путешественница Александра Давид-Неэль. В окрестностях города 24 марта 2015 года потерпел катастрофу Airbus А320.

## Достопримечательности

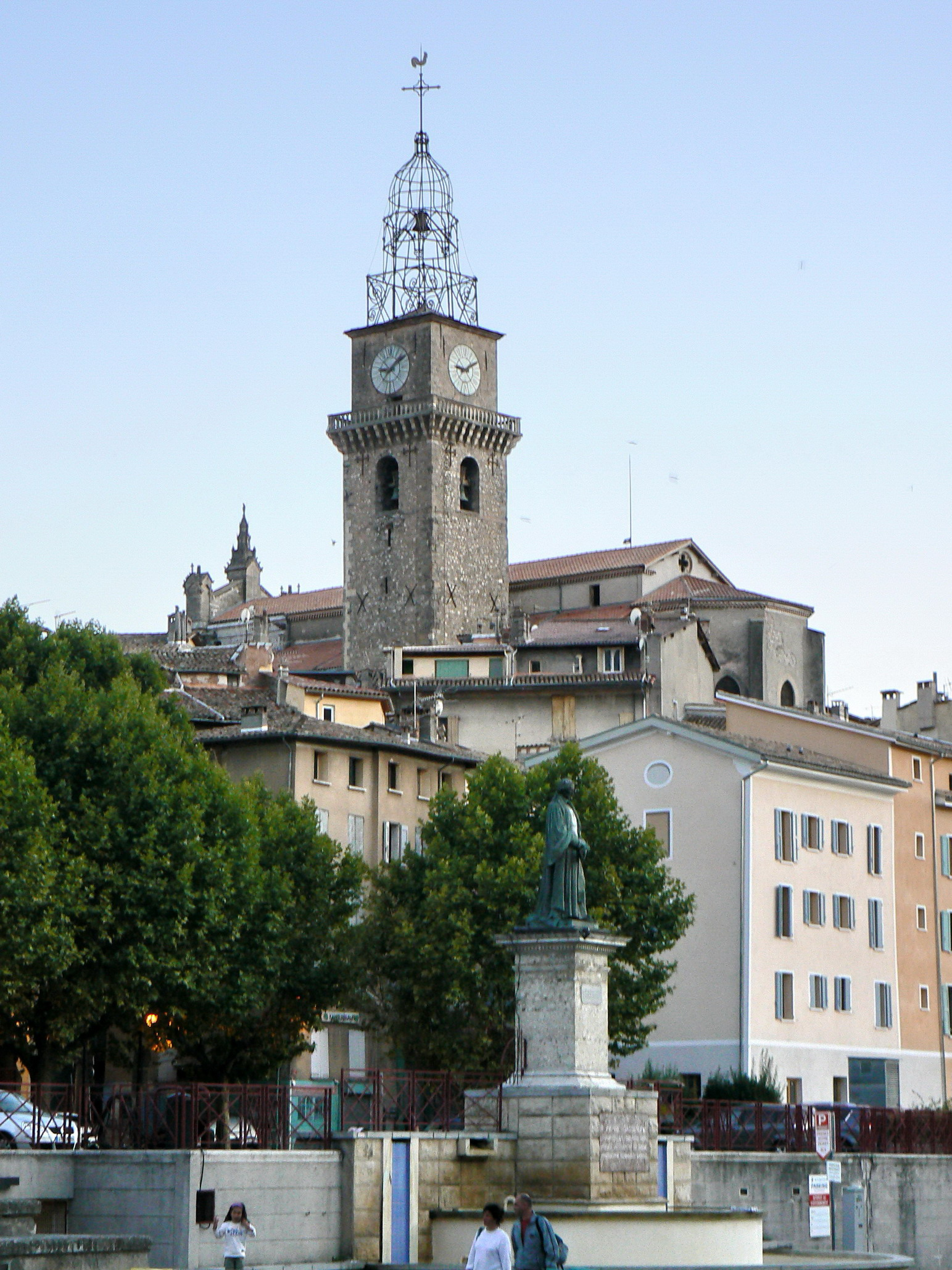
Рыночная площадь

Особенность Диня состоит в наличии двух соборных храмов — древнего, романского стиля, с алтарём, воздвигнутым ещё при Меровингах, и нового, заложенного в конце XV века в стиле поздней готики, но достроенного только в XIX веке. С 1852 г. в самом центре города на рыночной площади высится памятник местному уроженцу Пьеру Гассенди.

## Панорама

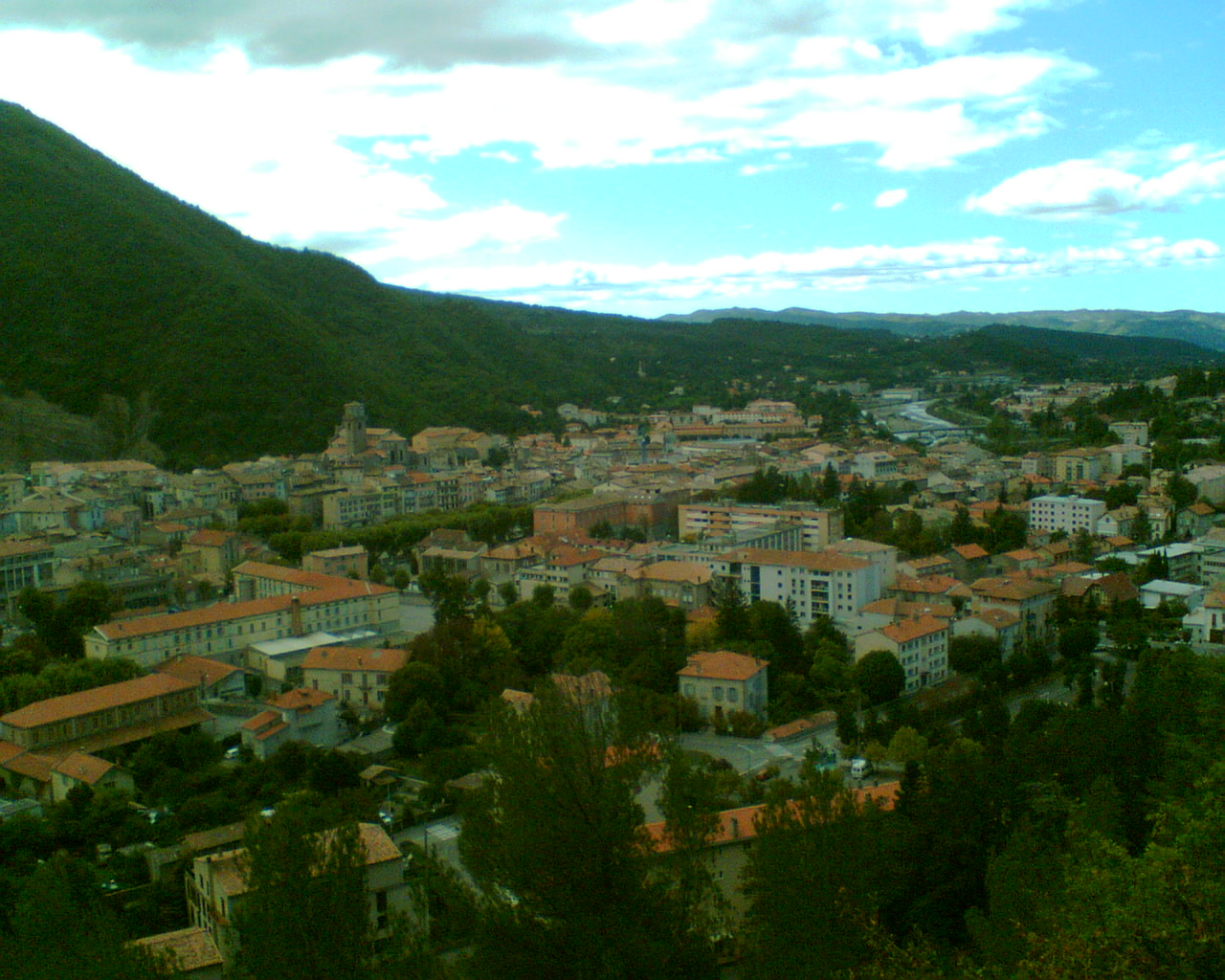
Панорамный вид города